# Bahnstrecke Helmstedt–Oebisfelde
| |                                                                       |                                                               |                                                               |
| Streckennummer: | 1945 Helmstedt–Grasleben                                              |                                                               |                                                               |
| Kursbuchstrecke: | 207d (1959) 207b (Helmstedt – Wahrstedt 1946) 207b (1944) 184c (1934) |                                                               |                                                               |
| Streckenlänge: | 35,5 km                                                               |                                                               |                                                               |
| Spurweite: | 1435 mm (Normalspur)                                                  |                                                               |                                                               |
| Streckenklasse: | D4                                                                    |                                                               |                                                               |
| Maximale Neigung: | 13 ‰                                                                  |                                                               |                                                               |
| Streckengeschwindigkeit: | 40 km/h                                                               |                                                               |                                                               |
| Zugbeeinflussung: | —                                                                     |                                                               |                                                               |
| Zweigleisigkeit: | —                                                                     |                                                               |                                                               |
| |                                                                       |                                                               |                                                               |
| \| \| \| von Magdeburg Hbf \| \| \| \| 0,000 \| Helmstedt \| Helmstedt \| \| \| \| nach Börßum \| \| \| \| \| nach Braunschweig Hbf \| \| \| \| \| \| \| \| \| 0,870 \| Infrastrukturgrenze DB InfraGO AG – Lappwaldbahn Service GmbH \| Infrastrukturgrenze DB InfraGO AG – Lappwaldbahn Service GmbH \| \| \| \| \| \| \| \| 3,800 \| Emmerstedt \| Emmerstedt \| \| \| 8,500 \| Barmke \| Barmke \| \| \| 15,880 \| Grasleben Hp \| Grasleben Hp \| \| \| 16,970 \| Grasleben \| Grasleben \| \| \| 17,130 \| Anschlussbahn Esco, ehem Anst \| Anschlussbahn Esco, ehem Anst \| \| \| \| Landesgrenze Niedersachsen – Sachsen-Anhalt \| \| \| \| \| Anschlussbahn Sand- und Tonwerk Walbeck \| \| \| \| \| von Haldensleben \| \| \| \| 19,100 \| Weferlingen \| Weferlingen \| \| \| 23,200 \| Döhren \| Döhren \| \| \| \| Landesgrenze Sachsen-Anhalt – Niedersachsen \| \| \| \| 27,700 \| Bahrdorf \| Bahrdorf \| \| \| 31,700 \| Wahrstedt \| Wahrstedt \| \| \| \| Aller; Landesgrenze Niedersachsen – Sachsen-Anhalt \| \| \| \| \| von Lehrte und von Schandelah \| \| \| \| \| von Wittingen \| \| \| \| 35,500 \| Oebisfelde \| Oebisfelde \| \| \| \| nach Salzwedel \| \| \| \| \| nach Berlin Hbf \| \| \| \| \| \| \| \| Quellen: [1] \| \| \| \| |                                                                       |                                                               |                                                               |
| Strecke |                                                                       | von Magdeburg Hbf                                             | von Magdeburg Hbf                                             |
| Bahnhof | 0,000                                                                 | Helmstedt                                                     | Helmstedt                                                     |
| Abzweig geradeaus und nach links |                                                                       | nach Börßum                                                   | nach Börßum                                                   |
| Abzweig geradeaus und nach links |                                                                       | nach Braunschweig Hbf                                         | nach Braunschweig Hbf                                         |
| |                                                                       |                                                               |                                                               |
| Wechsel des Eisenbahninfrastrukturunternehmens | 0,870                                                                 | Infrastrukturgrenze DB InfraGO AG – Lappwaldbahn Service GmbH | Infrastrukturgrenze DB InfraGO AG – Lappwaldbahn Service GmbH |
| |                                                                       |                                                               |                                                               |
| Dienststation / Betriebs- oder Güterbahnhof | 3,800                                                                 | Emmerstedt                                                    | Emmerstedt                                                    |
| ehemaliger Bahnhof | 8,500                                                                 | Barmke                                                        | Barmke                                                        |
| ehemaliger Haltepunkt / Haltestelle | 15,880                                                                | Grasleben Hp                                                  | Grasleben Hp                                                  |
| Dienststation / Betriebs- oder Güterbahnhof | 16,970                                                                | Grasleben                                                     | Grasleben                                                     |
| Abzweig geradeaus und von links | 17,130                                                                | Anschlussbahn Esco, ehem Anst                                 | Anschlussbahn Esco, ehem Anst                                 |
| Grenze |                                                                       | Landesgrenze Niedersachsen – Sachsen-Anhalt                   | Landesgrenze Niedersachsen – Sachsen-Anhalt                   |
| Abzweig geradeaus und von rechts |                                                                       | Anschlussbahn Sand- und Tonwerk Walbeck                       | Anschlussbahn Sand- und Tonwerk Walbeck                       |
| Abzweig geradeaus und von rechts |                                                                       | von Haldensleben                                              | von Haldensleben                                              |
| Betriebs-/Güterbahnhof Strecke ab hier außer Betrieb | 19,100                                                                | Weferlingen                                                   | Weferlingen                                                   |
| Bahnhof (Strecke außer Betrieb) | 23,200                                                                | Döhren                                                        | Döhren                                                        |
| Grenze (Strecke außer Betrieb) |                                                                       | Landesgrenze Sachsen-Anhalt – Niedersachsen                   | Landesgrenze Sachsen-Anhalt – Niedersachsen                   |
| Bahnhof (Strecke außer Betrieb) | 27,700                                                                | Bahrdorf                                                      | Bahrdorf                                                      |
| Bahnhof (Strecke außer Betrieb) | 31,700                                                                | Wahrstedt                                                     | Wahrstedt                                                     |
| Grenze auf Brücke über Wasserlauf (Strecke außer Betrieb) |                                                                       | Aller; Landesgrenze Niedersachsen – Sachsen-Anhalt            | Aller; Landesgrenze Niedersachsen – Sachsen-Anhalt            |
| Abzweig ehemals geradeaus und von links |                                                                       | von Lehrte und von Schandelah                                 | von Lehrte und von Schandelah                                 |
| Abzweig geradeaus und ehemals von links |                                                                       | von Wittingen                                                 | von Wittingen                                                 |
| Bahnhof | 35,500                                                                | Oebisfelde                                                    | Oebisfelde                                                    |
| Abzweig geradeaus und ehemals nach links |                                                                       | nach Salzwedel                                                | nach Salzwedel                                                |
| Strecke |                                                                       | nach Berlin Hbf                                               | nach Berlin Hbf                                               |
| |                                                                       |                                                               |                                                               |
| Quellen: |                                                                       |                                                               |                                                               |

Die Bahnstrecke Helmstedt–Oebisfelde war eine Verbindungsstrecke zwischen den Bahnstrecken Braunschweig–Magdeburg und Berlin–Lehrte.

## Geschichte
Nachdem bereits am 8. April 1889 die Konzession erteilt war, wurde die Strecke am 1. September 1895 eröffnet.
Nach 1945 schnitt die innerdeutsche Grenze die Strecke dreimal, was einen durchgehenden Verkehr verhinderte. Allerdings spielte die Strecke in der Nachkriegszeit eine größere Rolle, weil auf ihr Leerfahrten von Lokomotiven der Reichsbahn der Sowjetischen Besatzungszone (DR) und Reichsbahn der Westzonen (später DB) zwischen Helmstedt und Oebisfelde stattfanden, wo jeweils der Lokwechsel von DB und DR erfolgte. Die Leerfahrten waren nötig, weil der Güterverkehr zwischen Berlin und den Westzonen bzw. der Bundesrepublik über Helmstedt und Oebisfelde überwiegend im Einrichtungsverkehr erfolgte, in Oebisfelde abgekuppelte Lokomotiven dadurch zur Rückfahrt einen Zug in Helmstedt übernahmen und umgekehrt. Geregelt wurde das im Helmstedter Abkommen vom 11. Mai 1949 zwischen den Bahnverwaltungen. Am 16. September 1951 stellte die DR ihre Leerfahrten auf diesem Weg ein, am 16. Juni 1952 wurde der DB die Durchfahrt zwischen Grasleben und Bahrdorf verweigert. Die Leerfahrten im Westen erfolgten seitdem über Braunschweig und Fallersleben. In der Folge wurden die Schienen an der Grenze unterbrochen.
Vom Kreis Helmstedt wurden 1956 Überlegungen angestellt, eine westliche Umgehungsstrecke von Grasleben nach Wolfsburg zu bauen. Dies verlief jedoch im Sande. Die Gleise zwischen Bahrdorf und Wahrstedt wurden Ende der 1960er Jahre beseitigt. Der Personenverkehr Helmstedt–Grasleben wurde am 1. Juni 1959 eingestellt. Im Osten wurde der Personenverkehr zwischen Weferlingen und Döhren noch bis zum 1. Oktober 1961 bedient.
Am 4. November 1995 wurde die Strecke zwischen Grasleben und Weferlingen wieder eröffnet und als Anschlussbahn der Quarzwerke Grasleben betrieben. Wegen Streckenmängeln wurde der Güterverkehr zwischen Helmstedt und Grasleben am 11. Juli 2002 eingestellt. 2006 übernahm die Lappwaldbahn die Strecke Helmstedt–Grasleben, nachdem sie schon die Strecke Grasleben–Weferlingen gepachtet hatte.
Am 17. Mai 2009 wurde der Abschnitt Helmstedt–Grasleben nach erfolgter Sanierung wieder in Betrieb genommen.

## Verkehr
Im ländlichen Bereich gelegen, war das Personenverkehrsaufkommen gering. 1939 verkehrten sechs, werktags sieben Zugpaare, 1944 noch vier Zugpaare. Sie führten nur die 3. Klasse. 1945 wurde der durchgehende Verkehr eingestellt, es blieben im Personenverkehr noch die Strecken Helmstedt–Grasleben und Weferlingen–Döhren.
In Grasleben gibt es Salz- und Quarzsandabbau, so dass für Güterverkehrsaufkommen gesorgt war. 1990 verkehrten werktags noch zwei Züge zwischen Grasleben und Helmstedt. Durch den Wiederaufbau ist dieser Verkehr auch weiterhin möglich; die Abfuhr, die zuletzt nur über Haldensleben erfolgte, ist nun auch wieder Richtung Westen möglich. Den Verkehr versieht die Lappwaldbahn.

## Bilder

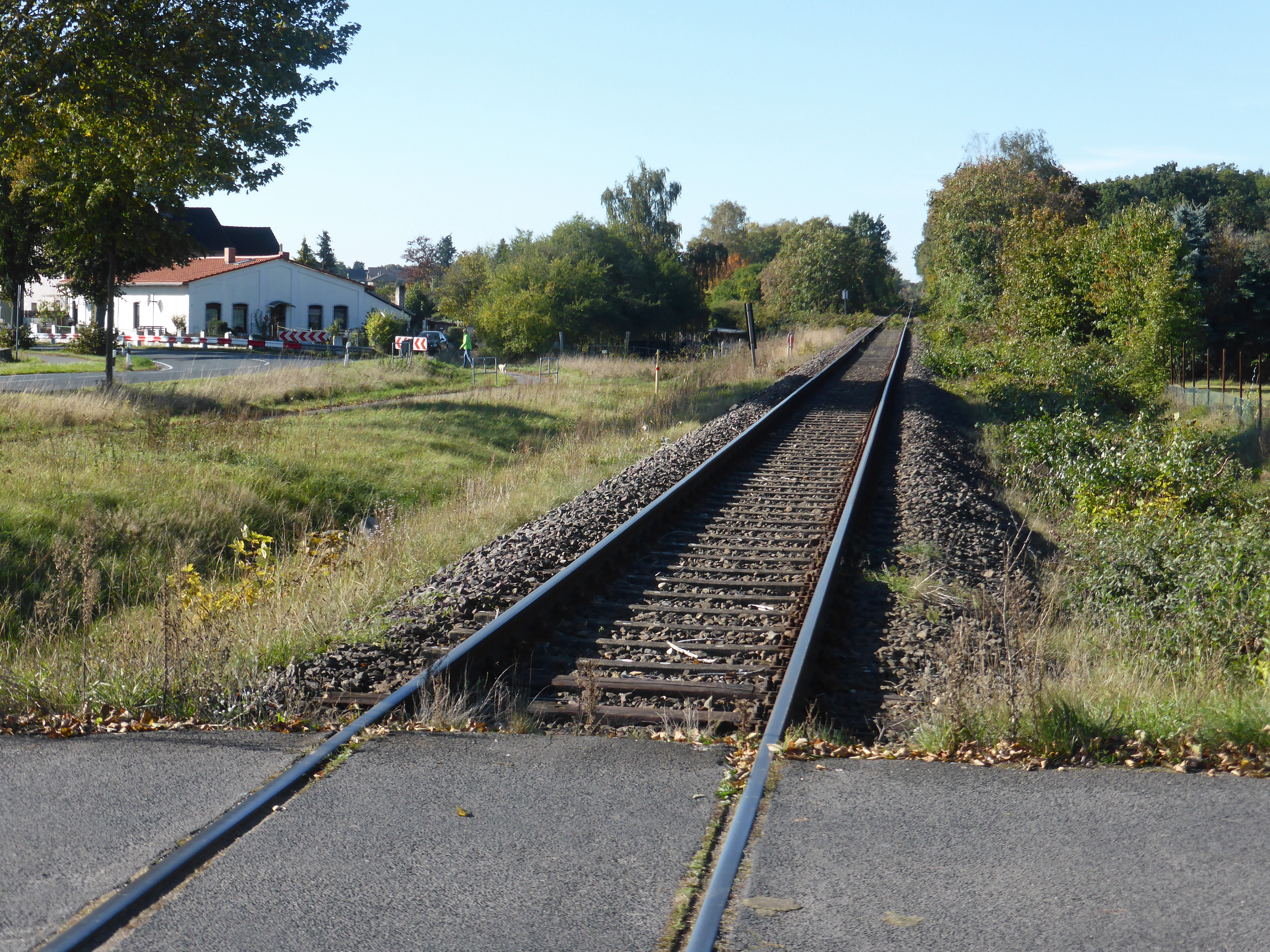
Bahnstrecke bei Emmerstedt
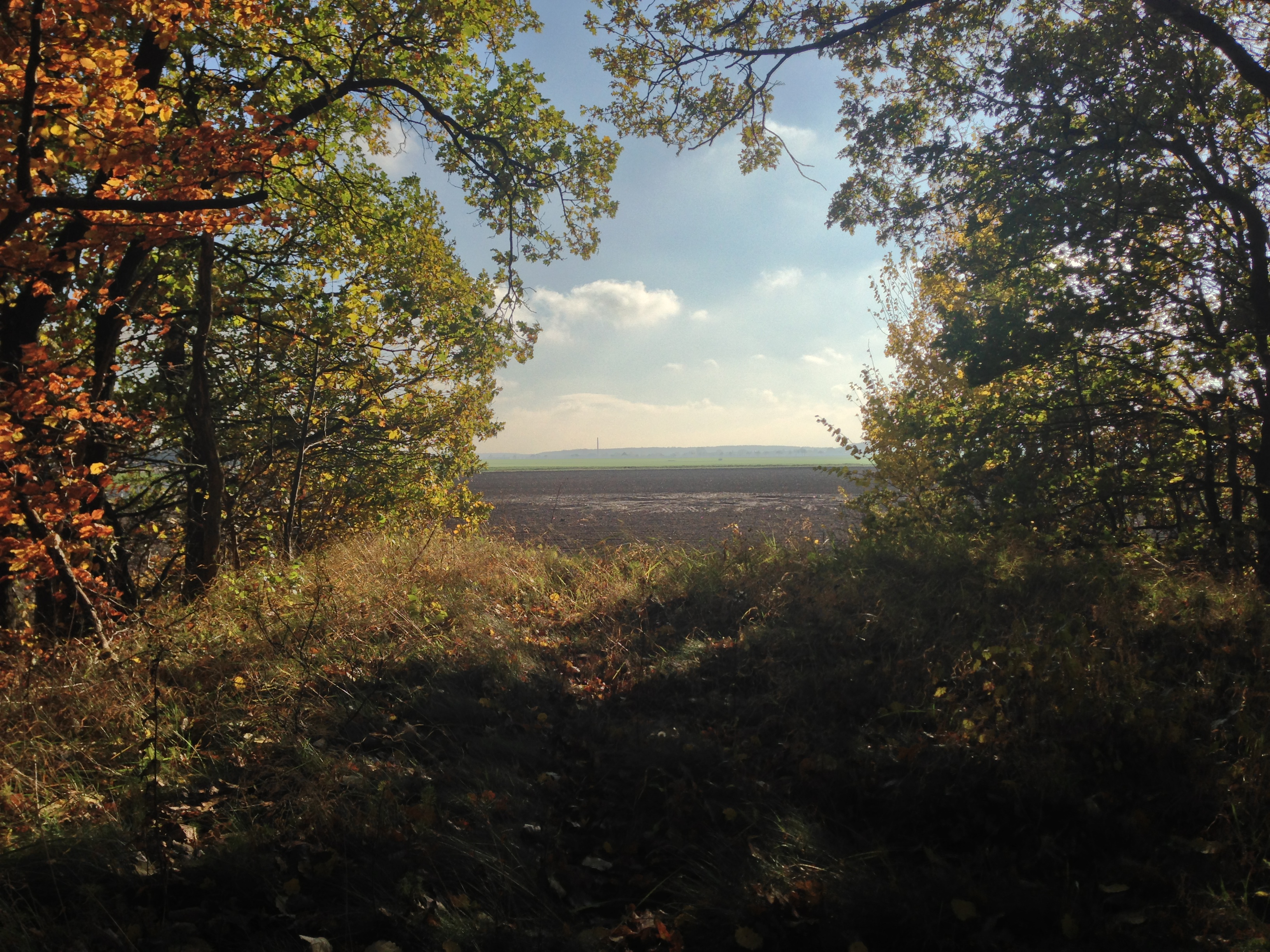
Ende des Bahndamms vor Mackendorf von Norden
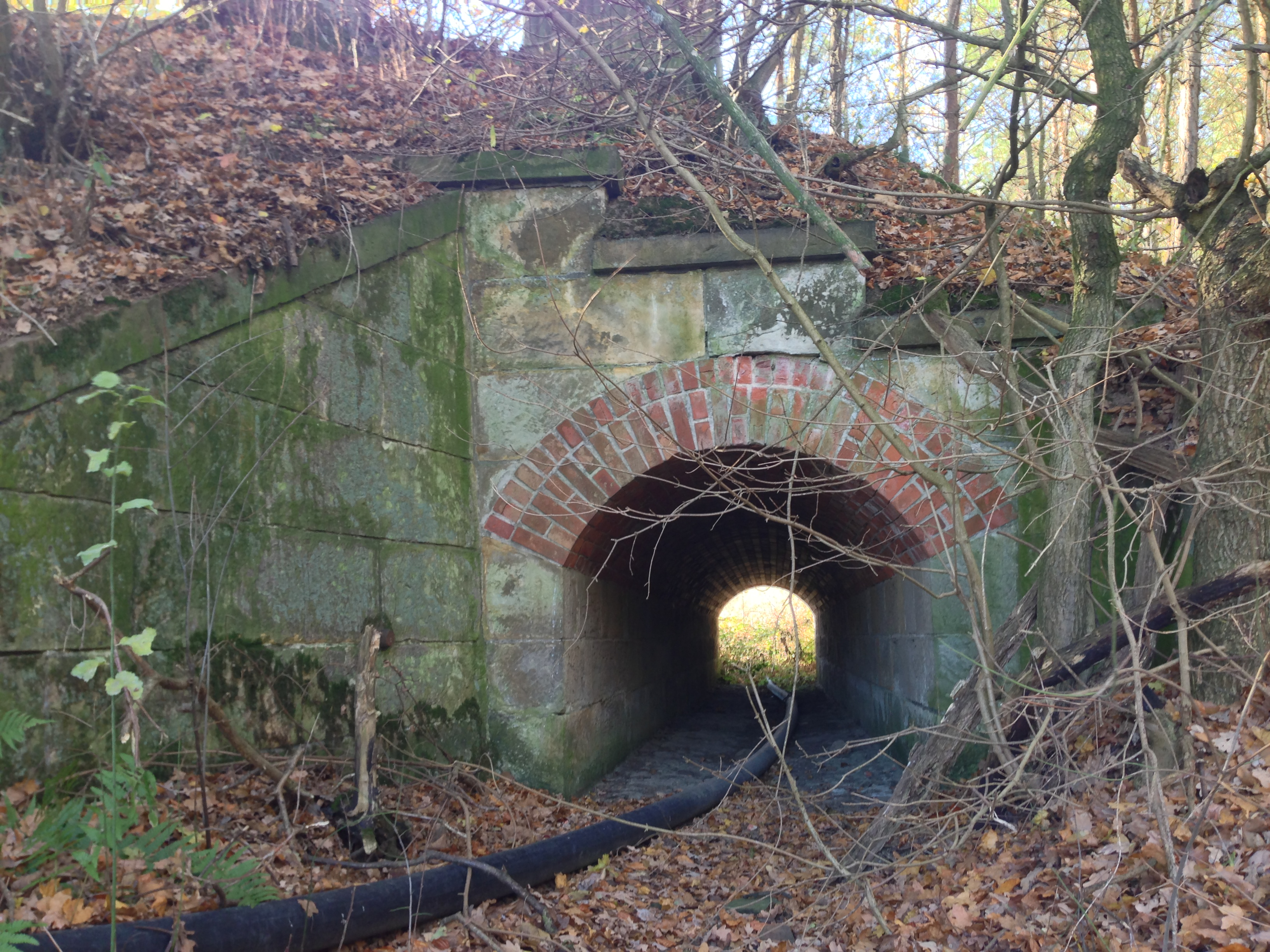
Bahndamm mit Unterführung bei Mackendorf
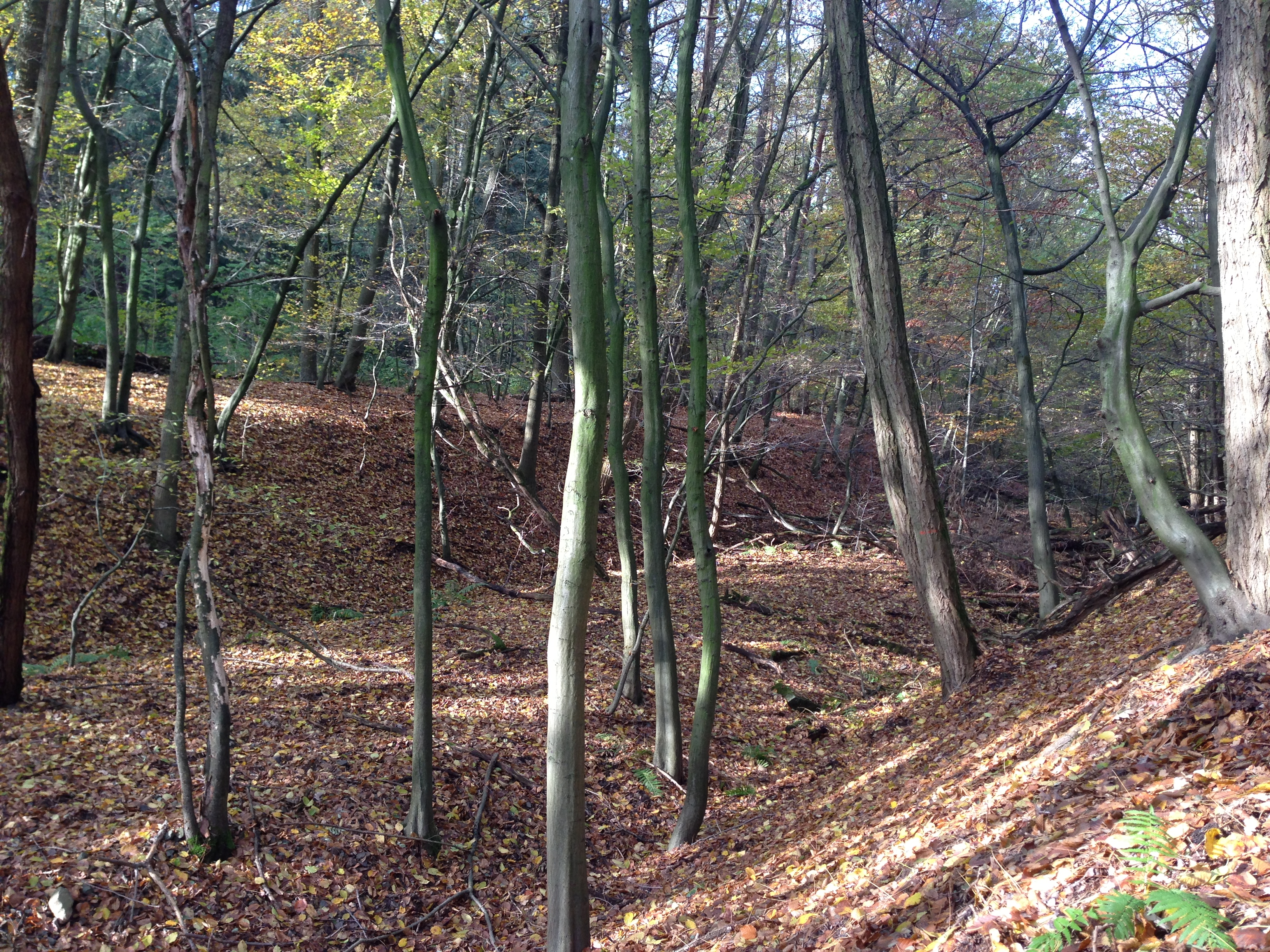
Streckenverlauf im Wald bei Bahrdorf
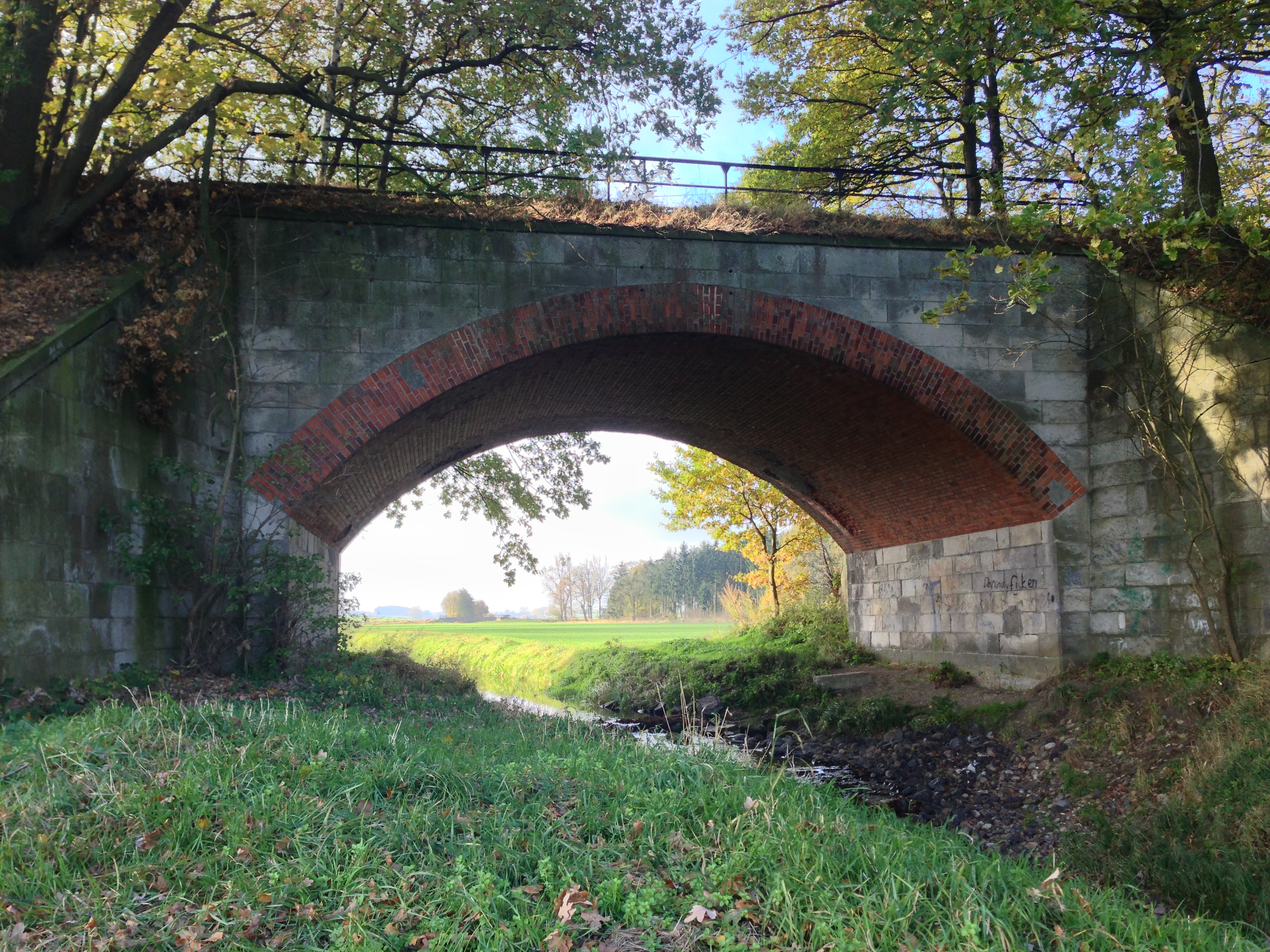
Brücke über die Lapau nahe Bahrdorf